# Distrikt Chetilla
Der Distrikt Chetilla liegt in der Provinz Cajamarca in der Region Cajamarca in Nordwest-Peru. Der Distrikt wurde am 2. Januar 1857 gegründet. Er besitzt eine Fläche von 73,5 km². Beim Zensus 2017 wurden 3878 Einwohner gezählt. Im Jahr 1993 lag die Einwohnerzahl bei 3707, im Jahr 2007 bei 4005. Sitz der Distriktverwaltung ist die auf einer Höhe von 2794 m gelegene Ortschaft Chetilla mit 332 Einwohnern (Stand 2017). Chetilla befindet sich 17 km westlich der Provinz- und Regionshauptstadt Cajamarca.

## Geographische Lage
Der Distrikt Chetilla liegt in der peruanischen Westkordillere im Westen der Provinz Cajamarca. Der Río Chetillano (im Oberlauf Río Chonta), ein rechter Nebenfluss des Río Jequetepeque, fließt entlang der westlichen Distriktgrenze in Richtung Südsüdwest. Im Osten und im Süden wird der Distrikt von einem bis zu 4000 m hohen Gebirgskamm eingerahmt.
Der Distrikt Chetilla grenzt im Westen an die Distrikte San Bernardino und San Pablo (beide in der Provinz San Pablo), im Norden und im Osten an den Distrikt Cajamarca sowie im Süden an den Magdalena.

## Ortschaften
Im Distrikt gibt es neben dem Hauptort folgende größere Ortschaften:
- Cochapampa
- Mahuaypampa
- Tambillo